# Movemento Galego ao Socialismo
El Movemento Galego ao Socialismo (MGS) és una organització política independentista gallega d'esquerres. Com a tal organització va néixer al març de 2009, encara que el seu origen es remunta a Movemento pola Base en l'estiu de 2006. En l'actualitat el MGS actua en el Bloc Nacionalista Gallec (BNG) com a partit integrat, i té representació també en la Confederación Intersindical Galega (CIG).

## Història

### L'oposició a la deriva del BNG
El primer període pot definir-se com d'oposició al que es considerava un allunyament del BNG dels seus pilars bàsics, nominalment el sobiranisme i l'esquerra. L'acció política del BNG en el govern bipartit amb el PSdG en la Xunta de Galícia des de 2005 provoca que militants de la UPG (partit integrant del BNG) abandonin aquest partit per crear una nova organització a l'interior del Bloc, sota el nom de Movemento pola Base (MpB). A ells s'uneixen militants independents del BNG (no adscrits la cap grup intern) i militants de la CIG a les comarques de Ferrol, Compostela i Vigo, entre els quals destaquen Antolín Alcántara, Fermín Paz, Manuel Mera i Ramiro Oubiña, que eren part de l'Executiva de la CIG.
El MpB va presentar llavors candidatura pròpia al Consello Nacional que seria escollit en la XII Assemblea Nacional del BNG. La llista estava encapçalada per Fermín Paz i Paula Castro i va aconseguir 245 vots (9,32%) i 5 representants. El MpB va criticar el que considerava una deriva cap a l'homogeneïtzació del BNG. El 28 d'octubre de 2007, el MpB es constitueix formalment com a organització política, definint-se com independentista, socialista i de classe.

### Divisió interna
Entre els mesos de desembre de 2008 i gener de 2009 aquest corrent es va fragmentar entre aquells partidaris de crear una nova formació política al marge del BNG i els que advocaven per seguir dins d'aquest. També va ser un element important en la divisió el paper del MpB en la CIG i les seves relacions amb la UPG dins d'aquesta central sindical. Les dues faccions van reivindicar la seva legitimitat i l'ús de la denominació Movemento pola Base.
La facció que empra com a canal de comunicació el web polabase.net va celebrar una assemblea nacional el 7 de febrer del 2009 on es va decidir abandonar el BNG com a plataforma electoral de l'organització i es va manifestar la necessitat d'una nova organització sobiranista amb presència en les institucions. Aquesta facció abandonà definitivament el BNG el 14 de març de 2009. Després que els membres de Movemento pola Base que usaven el domini polabase.net marxessin del BNG, la resta dels membres del Movemento pola Base que restaren al BNG (polabase.org) crearen una nova organització denominada Movemento Galego ao Socialismo.

### Naixement del MGS com a nou projecte polític
El Movemento Galego ao Socialismo es va constituir formalment el 20 de març de 2009. La diferència entre el MpB i el MGS era principalment estratègica en considerar el MGS que podia realitzar un treball de recuperació dels principis fonamentals del BNG en el si d'aquest, obligant així a l'organització a reconduir les polítiques que el MGS i el MpB consideraven allunyades del sobiranisme i de l'esquerra política.
Al febrer de 2010 va tenir lloc la seva presentació formal durant el I Encontro Nacional del MGS, que es va celebrar a l'ajuntament gallec de Teo. En aquesta trobada, la militància va fixar oficialment la posició del MGS en advocar pel caràcter assembleari, per una estratègia de nacionalisme emancipador i pels postulats de l'esquerra transformadora.

## Estructura
El MGS és una organització assembleària basada en les diferents assemblees de zona (d'àmbit comarcal) amb capacitat per a marcar l'estratègia política de l'organització en l'àmbit nacional. A més d'aquest nivell, en la Trobada de Teo va ser creada la Coordinadora Nacional, responsable per la coordinació del MGS fins a la celebració de la I Assemblea Nacional. En aquesta Coordinadora Nacional tenen presència els representants escollits per cada assemblea de zona, a més de representants de la CIG i de la seva organització juvenil Isca.

## Presència en altres organitzacions
El MGS continua l'anàlisi realitzada en la primera època del MpB que va conduir al rebuig d'una estratègia marginalista. L'objectiu és tenir presència social i presència en aquells organismes vinculats amb el nacionalisme gallec, nominalment, en el BNG i en la CIG.
Quant a la presència en el BNG, el MGS compta amb un dels quinze membres de l'Executiva Nacional sobre la base del suport donat a la candidatura de la UPG Alternativa pola Unidade  en l'Assemblea Nacional extraordinària del BNG celebrada després de la sortida del govern bipartido. Gràcies al suport de la candidatura del MGS, Máis Alá, la presentada per UPG i liderada per Guillerme Vázquez, aquest va aconseguir els 8 representants que li donaven la victòria sobre els "quintanistes" de Máis BNG lideratges per Carlos Aymerich (7 representants).
Quant a la presència en la CIG, el MGS forma part de la majoria sindical que es va presentar al V Congrés Confederal de la CIG i que va escollir Suso Seixo com a nou Secretari Nacional del sindicat. A més, el MGS té presència destacada a les comarques de Ferrol, Vigo, Pontevedra i Compostel·la.